# Вільгельм Едельманн
Вільгельм Едельманн (нім. Wilhelm Edelmann; нар. 1931, Веслінг, Баварія — пом. 20 серпня 2010, Тутцинг, Баварія, Німеччина) — німецький хокеїст, воротар. 
Протягом професійної клубної ігрової кар'єри виступав за клуби СК «Веслінг» та «Бад Тельц». У сезоні 1961/62 став чемпіоном ФРН. 
Окрім кар'єри воротаря займався суддівством, зокрема судив матчі чемпіонату світу 1957 року в Москві.
Після завершення спортивної кар'єри працював директором ринку напоїв у Веслінгу.